# Zipoetes grisescens
Zipoetes grisescens är en skalbaggsart som beskrevs av Leon Fairmaire 1897. Zipoetes grisescens ingår i släktet Zipoetes och familjen långhorningar.
Artens utbredningsområde är:
- Kenya.
- Moçambique.

Inga underarter finns listade i Catalogue of Life.